# Blood on Ice
Blood on Ice е девети студиен албум на шведската екстремна група Bathory. Това е концептуален албум.

## Предистория
Записите започват през 1989 г., но албума не излиза, защото не е довършен и понеже Куортън смята, че е твърде драстична замяна на блек метъл звука от албумите. Blood on Ice е издаден през 1996 г. след ремастериране и промяна на оборудването в студиото.

## Концепция
Албумът разказва за главния герой, 10-годишен, когато започва историята, който е единственият оцелял от нападение срещу неговото село, направено от двадесет облечени в черно конници, носещи знамето на „двуглавия Звяр“. Всички мъже са убити, а жените и децата бягат към далечния Север, докато главния герой оцелява, като се крие в дърво. Той прекарва петнадесет години сам в пустинята, където расте силен и учи пътищата в гората, спомените за зверствата, на които е станал свидетел не му дават мира. Един ден той се запознава с едноок старец (вероятно Один, въпреки че винаги се отнася до него само като One-Eyed Old Man), който му казва, че е предвидил идването му за хиляда години, и че той е бил избран като шампион на боговете, за да се бори в тяхната битка със сенките извън неговия свят. За тази цел той ще получи редица способности и артефакти. Първият от тези артефакти е могъщ меч, изкован в зората на света, а вторият е силен жребец с осем крака, язден от бога на баща му.
Също така той ще се ръководи от два гарвана, като му се дават свръхестествени сили – първата, вещица му отнема сърцето, така той ще издържа на рани. След това той пътува до бездънното езеро, където е всичкото познание за света, старо и ново. Старецът хвърля едното си око в езерото за да може то да му даде сила и мъдрост. Главният герой хвърля там и двете си очи. Докато язди през севера, той е напътстван от гарваните и древните богове за да се изправи срещу съдбата си. Той отваря портите на ада, побеждава звяра в битката, което носи свобода на държаните там души и те отиват във валхала.

## Състав
- Куортън – вокали и китара
- Ворнт – барабани
- Котаар – бас

## Песни
| Blood on Ice | Blood on Ice                         | Blood on Ice | Blood on Ice | Blood on Ice | Blood on Ice | Blood on Ice | Blood on Ice | Blood on Ice | Blood on Ice |
| №            | Име                                  | Време        |              |              |              |              |              |              |              |
| ------------ | ------------------------------------ | ------------ | ------------ | ------------ | ------------ | ------------ | ------------ | ------------ | ------------ |
| 1.           | Intro                                | 1:45         |              |              |              |              |              |              |              |
| 2.           | Blood on Ice                         | 5:41         |              |              |              |              |              |              |              |
| 3.           | Man of Iron                          | 2:48         |              |              |              |              |              |              |              |
| 4.           | One Eyed Old Man                     | 4:21         |              |              |              |              |              |              |              |
| 5.           | The Sword                            | 4:08         |              |              |              |              |              |              |              |
| 6.           | The Stallion                         | 5:13         |              |              |              |              |              |              |              |
| 7.           | The Woodwoman                        | 6:18         |              |              |              |              |              |              |              |
| 8.           | The Lake                             | 6:42         |              |              |              |              |              |              |              |
| 9.           | Gods of Thunder, of Wind and of Rain | 5:42         |              |              |              |              |              |              |              |
| 10.          | The Ravens                           | 1:09         |              |              |              |              |              |              |              |
| 11.          | The Revenge of the Blood on Ice      | 9:53         |              |              |              |              |              |              |              |
| 53:40        |                                      |              |              |              |              |              |              |              |              |